# Georg Neithardt

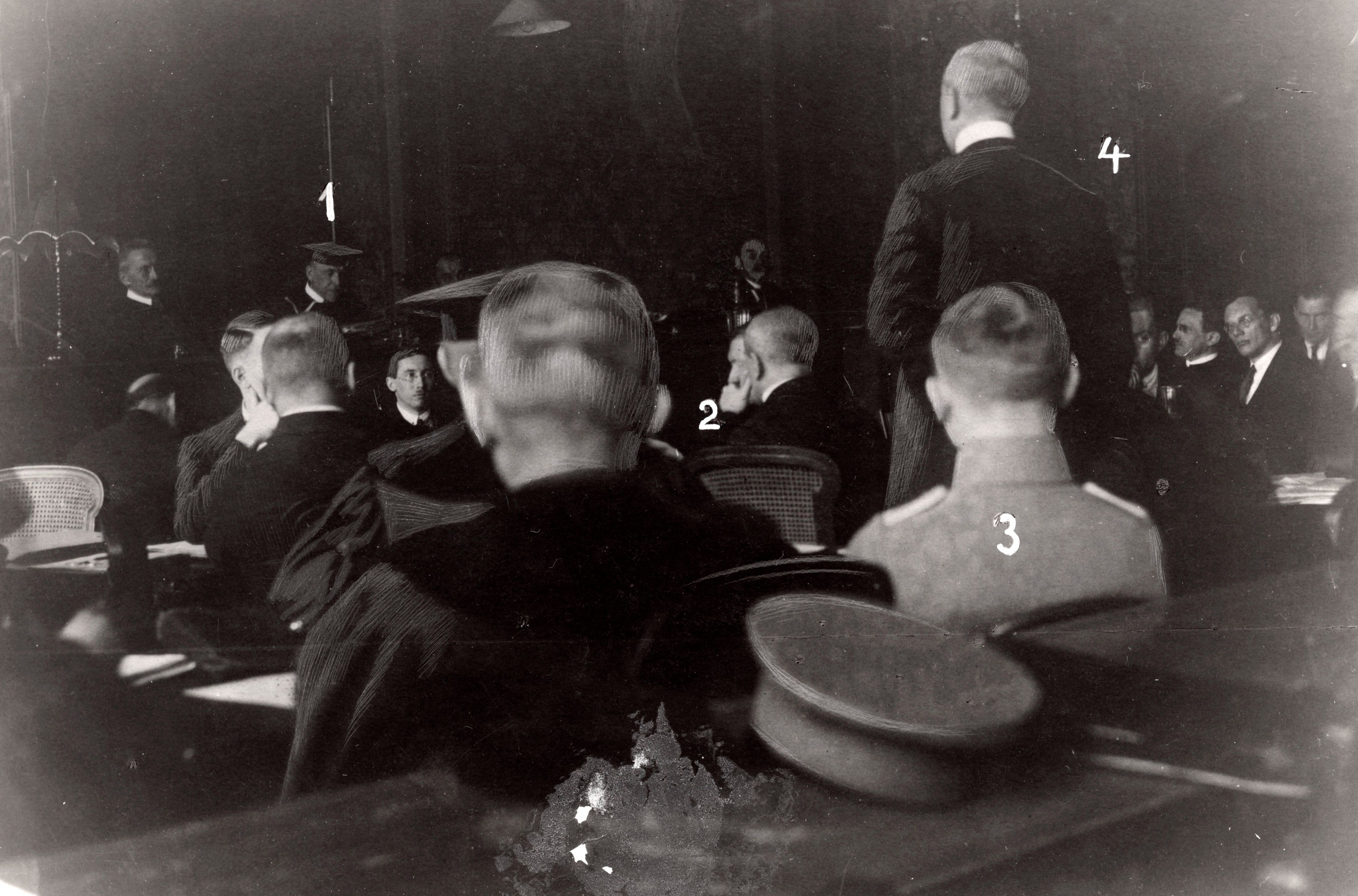
Georg Neithardt (aangeduid met 1), rechter in het proces van 1924

Georg Neithardt (Neurenberg, 31 januari 1871 – Rottach-Egern, 1 november 1941) was een Duitse rechter onder de Weimarrepubliek en onder het naziregime. Zijn vooringenomenheid ten aanzien van rechtsextremisten kwam onder meer Adolf Hitler ten goede in het proces na de Bierkellerputsch van 1924.

## Leven
Neithardt kwam uit een welstellend koopmansgezin en studeerde rechten in Erlangen en München. In 1899 begon hij zijn carrière in de rechterlijke macht van het Koninkrijk Beieren. Hij klom op naar het Landgericht München I (1911-1932) en was ook voorzitter van het Volksgericht München I (1919-1924), een bijzondere strafrechtbank voor zware misdaden. De Eerste Wereldoorlog had een einde gemaakt aan het Duitse Keizerrijk, zodat Neithardt in 1920 trouw zwoer aan de Grondwet van Weimar. Het belette niet dat hij tot de conservatieve nationalisten behoorde die vijandig stonden tegenover de republiek, maar tegelijk het justitiële apparaat ervan beheersten.
Datzelfde jaar leidde Neithardt het moordproces tegen graaf Anton von Arco auf Valley, de rechtsextremist die de Beierse premier Kurt Eisner had doodgeschoten. Arco kreeg de doodstraf, maar hij werd niet uit zijn burgerlijke rechten ontzet. In het vonnis schreef Neithardt dat de graaf had gehandeld uit "de meest gloeiende liefde voor zijn volk en vaderland" en noemde hij diens misdaad een "uitvloeisel van de in brede volkskringen heersende verontwaardiging over Eisner". Op grond van deze overwegingen kreeg Arco de volgende dag gratie en werd zijn straf omgezet in levenslange opsluiting.
In januari 1922 kwam Neithardt een eerste keer in aanraking met Adolf Hitler, toen deze ex-korporaal terechtstond voor de gewelddadige verstoring van een politieke bijeenkomst van de rechts-radicale Bayernbund. Wegens het verwonden van zijn rivaal Otto Ballerstedt riskeerde Hitler een Vorstrafe van honderd dagen opsluiting, wat Neithardt terugbracht tot twee maanden.
Historisch veel ingrijpender was de berechting van de Bierkellerputsch in 1924. Generaal Erich Ludendorff, Adolf Hitler en negen andere samenzweerders stonden terecht wegens hoogverraad. Neithardt zorgde er mee voor dat het strafproces niet plaatsvond voor het Staatsgerichtshof zum Schutze der Republik in Leipzig, maar voor zijn eigen Volksgericht, waarin naast de voorzitter ook drie lekenrechters en vier professionele rechters zetelden. Voorzitter Neithardt gaf Hitler ruimte voor een politiek exposé waarin de dolkstootlegende werd beleden en antisemitische beschuldigingen geuit, hoewel het beledigen van religieuze groepen verboden was. Op vraag van de verdediging werden onwelgevallige journalisten geweerd uit het perskorps dat de rechtszaak versloeg.
Het vonnis op 1 april 1924 was zo zacht dat zelfs conservatieven steigerden. Ludendorff werd tot zijn ontsteltenis vrijgesproken, Hitler kreeg de minimale gevangenisstraf van vijf jaar (en zou nog vóór het jaareinde vrijkomen). Ook werd hij niet uitgewezen, hoewel de strafwet dit voorzag voor buitenlanders schuldig aan hoogverraad. De vier dode politieagenten werden in het vonnis niet vermeld, evenmin als het plan om Joodse eigendommen aan te slaan en standrechtelijke executies uit te voeren. Voor Hitler was het strafproces een triomf: het verschafte hem de bekendheid die hem ontbrak en een goedkoop aureool van martelaar.
Na de machtsovername door Hitler begin 1933 werd Neithardt, die kort voordien nog was overgeplaatst naar het Landgericht Hof, beloond met het voorzitterschap van het Oberlandesgericht München, het opperste gerechtshof van Beieren. Twee maanden na het opnemen van die functie, op 1 november, maakte hij zich lid van de NSDAP. Met een persoonlijke bedankingsoorkonde van Hitler werd hij in 1937 op rust gesteld, waarna hij nog een viertal jaar leefde tot het begin van de Tweede Wereldoorlog.
In het kader van de denazificering werd postuum een proces gevoerd rond het staatspensioen van Neithardts weduwe. Aanvankelijk werd de overleden rechter aangemerkt als "hoofddader", maar dit werd in 1950 teruggebracht tot gewoon "dader" en het volgende jaar werd ook die kwalificatie verbroken door het Beierse Sonderministerium.

## Voetnoten
1. ↑  Huber 2010, p. 106
2. ↑  Ewoud Kieft, Het verboden boek. Mein Kampf en de aantrekkingskracht van het nazisme, 2017, p. 112-113. ISBN 9045030934
3. ↑  Patrick Dassen, De Weimarrepubliek, 1918-1933. Over de kwetsbaarheid van de democratie, 2021, p. 387-390
4. ↑  Van de vijf schuldgraden was Major Offender (Hauptschuldige) de hoogste en Offender (Belastete) de op een na hoogste.

- Gemeinsame Normdatei: 122935411
- International Standard Name Identifier: 0000 0000 4423 9276
- Library of Congress Control Number: no2002047504
- Nederlandse Thesaurus van Auteursnamen: 243912757
- Virtual International Authority File: 55042475
- WorldCat: E39PBJhH4D9mFHrKXmRXcmyTpP